# Michalis Ioannou
Michalis Ioannou (en hebreo: Μιχάλης Ιωάννου‎; Lárnaca, 30 de junio de 2000) es un futbolista chipriota que juega en la demarcación de centrocampista para el Anorthosis Famagusta de la Primera División de Chipre.

## Selección nacional
Tras jugar con la selección de fútbol sub-17 de Chipre y con la sub-19, hizo su debut con la selección de fútbol de Eslovenia el 8 de junio de 2019 en un partido de clasificación para la Eurocopa 2020 contra Escocia que finalizó con un resultado de 2-1 a favor del combinado escocés tras los goles de Andrew Robertson y Oliver Burke para Esocia, y de Ioannis Kousoulos para Chipre.

## Clubes
| Club                      | País         | Año       | Partidos | Goles |
| ------------------------- | ------------ | --------- | -------- | ----- |
| Anorthosis Famagusta      | Chipre       | 2017-2020 | 29       | 0     |
| Roda JC Kerkrade (cedido) | Países Bajos | 2020-2021 | 18       | 0     |
| Anorthosis Famagusta      | Chipre       | 2021-     | 96       | 0     |